# Воскресенский район (Нижегородская область)
Воскресе́нский райо́н — административно-территориальное образование (район) в Нижегородской области России. В рамках организации местного самоуправления ему соответствует Воскресенский муниципальный округ (с 2004 до 2022 гг. — муниципальный район).
Административный центр — посёлок городского типа Воскресенское.

## География
Воскресенский район расположен на северо-востоке Нижегородской области, граничит с городским округом Семёновским, Тонкинским, Краснобаковским, Шарангским районами, городским округом Воротынским, Лысковским муниципальным округом и городским округом Бор Нижегородской области и Республикой Марий Эл. Воскресенский район расположен в двух краях лесной зоны Нижегородской области: Ветлужском равнинном таёжно-лесном крае (Северное Заволжье) — северная часть района и в Волжско-Керженском низинном полесском крае (Южное Заволжье) южная часть района.
Площадь района — 3554,5 км².
Территория Воскресенского района богата водными ресурсами — озёрами, реками и болотами. Протекает несколько больших и малых рек, относящихся к бассейну реки Ветлуги. Более мелкие реки — Уста, Юронга, Ижма, Ноля, Люнда, Швея, Перенга и множество других рек и ручьев общим числом 200. В поймах рек Ветлуга и Уста много озёр-стариц. Поймы рек во многих местах заболочены. Грунтовые воды в большинстве случаев близки к поверхности, слабоминерализованы и чистые. Много святых источников.
Самые крупные озера в районе — Светлое, площадью 53,0 га и Нестиар — 29,9 га. Самым известным озером (и не только в районе) является озеро Светлояр, площадь которого составляет 12 га. и святой источник в пойме лесного ручья Кибелек в 2,5 км от озера.

### Климат
Территория Воскресенского района расположена в поясе умеренно континентального климата, типичного для северных районов Нижегородской области. Сезонность проявляется достаточно чётко. Средняя температура января −13 °C, абсолютные минимумы до -47 °C. Июля +18 °C с абсолютными максимумами до +37 °C. Среднегодовая температура воздуха положительная (+4 °C). Среднегодовое количество осадков — 500-550 мм. Годовой баланс влаги — положительный.

## История
Древнейшими жителями Воскресенского района были марийцы. По архивным данным, первое упоминание о Воскресенском (раньше оно называлось Ильинское) было в 1614 году. В это время оно относилось к Лапшангской волости Галицкого уезда. По административной реформе 1775 года Воскресенское Поветлужье вошло в состав Макарьевского уезда Нижегородской губернии. К началу XIX века на территории современного Воскресенского района находились следующие волости уезда: Богородская, Владимирская, Воскресенская, Воздвиженская, Галибихинская, Глуховская, Нестиарская. В начале XX века 1918 году образуется Воскресенский уезд. Он был одним из глухих районов Нижегородской области. Вся территория его представляла сплошное лесное пространство. Реки были практически единственными путями сообщения. Связь уезда с губернским центром и железной дорогой поддерживалась по грунтовым дорогам на лошадях.
В 1923 году Воскресенский уезд был ликвидирован, а его территория отошла к Красным Бакам. В 1929 году был образован Воскресенский район. 19 января 1939 года из части его территории был образован Заветлужский район. Основным источником дохода Воскресенского района являлись леса. Поэтому характерной особенностью послевоенного периода явилась реорганизация лесной промышленности в районе. В середине 50-х годов вместо нескольких лесозаготовительных кооперативных артелей были созданы три леспромхоза — Воскресенский, Красноярский и Заветлужский. Позднее из-за большой вырубки и сокращения лесосек они были объединены в один — Воскресенский. В 1957 году к Воскресенскому району был присоединён Заветлужский район.

## Население
| 1939    | 1959    | 1970    | 1979    | 1989    | 2002    | 2003    | 2008    | 2009    |
| ------- | ------- | ------- | ------- | ------- | ------- | ------- | ------- | ------- |
| 41 061  | ↗59 626 | ↘44 520 | ↘34 168 | ↘29 360 | ↘25 083 | ↘25 012 | ↘22 568 | ↘22 158 |
| 2010    | 2011    | 2012    | 2013    | 2014    | 2015    | 2016    | 2017    | 2018    |
| ↘21 645 | ↘21 501 | ↘21 177 | ↘20 760 | ↘20 463 | ↘20 018 | ↘19 765 | ↘19 760 | ↘19 735 |
| 2019    | 2020    | 2021    |         |         |         |         |         |         |
| ↘19 459 | ↘19 300 | ↘16 661 |         |         |         |         |         |         |

### Урбанизация
Городское население (рабочий посёлок Воскресенское) составляет 33,34 % от всего населения района.

## Административно-муниципальное устройство
В Воскресенский район, в рамках административно-территориального устройства области, входят 11  административно-территориальных образований, в том числе 1 рабочий посёлок и 10 сельсоветов.
| №  | Административно-территориальное (муниципальное) образование | Административный центр        | Количество населённых пунктов | Население (чел.) | Площадь (км²) |
| -- | ----------------------------------------------------------- | ----------------------------- | ----------------------------- | ---------------- | ------------- |
| 1  | Рабочий посёлок Воскресенское                               | рабочий посёлок Воскресенское | 3                             | ↘6899            | 10,07         |
| 2  | Благовещенский сельсовет                                    | деревня Асташиха              | 20                            | ↘577             | 200,00        |
| 3  | Богородский сельсовет                                       | село Богородское              | 27                            | ↘1765            | 542,74        |
| 4  | Владимирский сельсовет                                      | село Владимирское             | 18                            | ↘1164            | 179,00        |
| 5  | Воздвиженский сельсовет                                     | село Воздвиженское            | 23                            | ↘1598            | 863,72        |
| 6  | Глуховский сельсовет                                        | село Глухово                  | 17                            | ↘1324            | 513,60        |
| 7  | Егоровский сельсовет                                        | деревня Егорово               | 8                             | ↘429             | 158,59        |
| 8  | Капустихинский сельсовет                                    | рабочий посёлок Воскресенское | 11                            | ↘842             | 263,04        |
| 9  | Нахратовский сельсовет                                      | деревня Марфино               | 19                            | ↘907             | 273,95        |
| 10 | Нестиарский сельсовет                                       | село Нестиары                 | 8                             | ↘377             | 249,54        |
| 11 | Староустинский сельсовет                                    | село Староустье               | 9                             | ↘779             | 300,25        |

Первоначально на территории Воскресенского района к 2004 году выделялись 1 рабочий посёлок и 15 сельсоветов. В рамках организации местного самоуправления в 2004—2009 гг. в существовавший в этот период Воскресенский муниципальный район входили соответственно 16 муниципальных образований, в том числе 1 городское и 15 сельских поселений.
В 2009 году были упразднены следующие сельсоветы: Докукинский (включён в Богородский сельсовет), Большепольский и Малосодомовский сельсоветы (включены в Воздвиженский сельсовет), Красноярский (включён в Глуховский сельсовет), Елдежский (включён в Нахратовский сельсовет).
Законом от 4 мая 2022 года Воскресенский муниципальный район и все входившие в его состав поселения были упразднены и объединены в Воскресенский муниципальный округ.

## Населённые пункты
В Воскресенском районе 163 населённых пункта, в том числе посёлок городского типа (рабочий посёлок) и 162 сельских населённых пункта.
| №   | Населённый пункт      | Тип             | Население | Административно-территориальное (муниципальное) образование |
| --- | --------------------- | --------------- | --------- | ----------------------------------------------------------- |
| 1   | Воскресенское         | рабочий посёлок | ↘5555     | рабочий посёлок Воскресенское                               |
| 2   | Автулиха              | деревня         | ↘26       | Нестиарский сельсовет                                       |
| 3   | Александровка         | деревня         | →0        | Владимирский сельсовет                                      |
| 4   | Анненка               | деревня         | ↘15       | Глуховский сельсовет                                        |
| 5   | Аносово               | деревня         | ↘2        | Благовещенский сельсовет                                    |
| 6   | Антипино              | деревня         | ↘30       | Нахратовский сельсовет                                      |
| 7   | Апариха               | деревня         | ↘0        | Благовещенский сельсовет                                    |
| 8   | Аршиново              | деревня         | ↘9        | Владимирский сельсовет                                      |
| 9   | Асташиха              | деревня         | ↘323      | Благовещенский сельсовет                                    |
| 10  | Бараниха              | деревня         | ↘4        | Богородский сельсовет                                       |
| 11  | Бараново              | деревня         | ↗189      | Владимирский сельсовет                                      |
| 12  | Бахарево              | деревня         | ↘22       | Богородский сельсовет                                       |
| 13  | Бахариха              | деревня         | ↘17       | Капустихинский сельсовет                                    |
| 14  | Безводное             | деревня         | ↘145      | Нахратовский сельсовет                                      |
| 15  | Безводное             | деревня         | ↘27       | Староустинский сельсовет                                    |
| 16  | Белоусово             | деревня         | ↘50       | Глуховский сельсовет                                        |
| 17  | Бесходарное           | деревня         | ↘51       | Богородский сельсовет                                       |
| 18  | Благовещенское        | село            | ↘57       | Благовещенский сельсовет                                    |
| 19  | Бовырино              | деревня         | ↘65       | Егоровский сельсовет                                        |
| 20  | Богданово             | деревня         | ↘104      | Богородский сельсовет                                       |
| 21  | Богданово             | деревня         | ↘42       | Капустихинский сельсовет                                    |
| 22  | Богородское           | село            | →732      | Богородский сельсовет                                       |
| 23  | Большая Юронга        | деревня         | ↘89       | Воздвиженский сельсовет                                     |
| 24  | Большие Ключи         | деревня         | ↘24       | Владимирский сельсовет                                      |
| 25  | Большие Отары         | деревня         | ↘406      | Воздвиженский сельсовет                                     |
| 26  | Большие Поляны        | деревня         | ↘147      | Воздвиженский сельсовет                                     |
| 27  | Большое Иевлево       | деревня         | ↘296      | Воздвиженский сельсовет                                     |
| 28  | Большое Поле          | село            | ↘220      | Воздвиженский сельсовет                                     |
| 29  | Большое Содомово      | деревня         | ↘59       | Глуховский сельсовет                                        |
| 30  | Борисовка             | деревня         | ↘0        | Богородский сельсовет                                       |
| 31  | Будилиха              | деревня         | ↘88       | Капустихинский сельсовет                                    |
| 32  | Буслаево              | деревня         | ↘38       | Глуховский сельсовет                                        |
| 33  | Быдрей                | деревня         | ↘18       | Владимирский сельсовет                                      |
| 34  | Быстрец               | деревня         | ↘70       | Нестиарский сельсовет                                       |
| 35  | Валявиха              | деревня         | →12       | Богородский сельсовет                                       |
| 36  | Васильевское          | деревня         | ↘9        | Нахратовский сельсовет                                      |
| 37  | Владимирское          | село            | ↘696      | Владимирский сельсовет                                      |
| 38  | Воздвиженское         | село            | ↘718      | Воздвиженский сельсовет                                     |
| 39  | Галибиха              | деревня         | ↘117      | Богородский сельсовет                                       |
| 40  | Глухово               | село            | ↘317      | Глуховский сельсовет                                        |
| 41  | Докукино              | село            | ↘262      | Богородский сельсовет                                       |
| 42  | Драничное             | деревня         | ↘130      | Староустинский сельсовет                                    |
| 43  | Дубовик               | деревня         | ↘14       | Нахратовский сельсовет                                      |
| 44  | Дубовка               | деревня         | ↘51       | Егоровский сельсовет                                        |
| 45  | Дунаевы Поляны        | деревня         | ↘68       | Егоровский сельсовет                                        |
| 46  | Евдокимово            | деревня         | ↗14       | Богородский сельсовет                                       |
| 47  | Егорово               | деревня         | ↘255      | Егоровский сельсовет                                        |
| 48  | Елдеж                 | деревня         | ↘174      | Нахратовский сельсовет                                      |
| 49  | Елизаветино           | деревня         | ↘3        | Староустинский сельсовет                                    |
| 50  | Ёлкино                | деревня         | ↘190      | Глуховский сельсовет                                        |
| 51  | Ерзово                | деревня         | ↘12       | Егоровский сельсовет                                        |
| 52  | Заболотное            | деревня         | ↘18       | Воздвиженский сельсовет                                     |
| 53  | Завод                 | деревня         | ↗33       | Нестиарский сельсовет                                       |
| 54  | Задворка              | деревня         | ↘227      | Богородский сельсовет                                       |
| 55  | Заозерье              | деревня         | ↘68       | Нестиарский сельсовет                                       |
| 56  | Звягино               | деревня         | ↘110      | Богородский сельсовет                                       |
| 57  | Зимарка               | деревня         | ↗11       | Владимирский сельсовет                                      |
| 58  | Знаменское            | село            | ↘19       | Благовещенский сельсовет                                    |
| 59  | Игнатьево             | деревня         | ↘100      | Староустинский сельсовет                                    |
| 60  | Ижма                  | посёлок         | ↘4        | Воздвиженский сельсовет                                     |
| 61  | Изъянка               | деревня         | ↘63       | Воздвиженский сельсовет                                     |
| 62  | Калиниха              | деревня         | ↘196      | Богородский сельсовет                                       |
| 63  | Калиниха              | посёлок         | ↘1429     | рабочий посёлок Воскресенское                               |
| 64  | Каменка               | деревня         | ↘83       | Владимирский сельсовет                                      |
| 65  | Капустиха             | деревня         | ↘231      | Капустихинский сельсовет                                    |
| 66  | Карасиха              | деревня         | ↘29       | Благовещенский сельсовет                                    |
| 67  | Кладовка              | деревня         | ↘15       | Благовещенский сельсовет                                    |
| 68  | Клюкино               | деревня         | ↘44       | Нестиарский сельсовет                                       |
| 69  | Копанки               | деревня         | ↘10       | Глуховский сельсовет                                        |
| 70  | Копылково             | деревня         | ↘31       | Нахратовский сельсовет                                      |
| 71  | Коробиха              | деревня         | ↘10       | Благовещенский сельсовет                                    |
| 72  | Косогорово            | деревня         | ↘4        | Богородский сельсовет                                       |
| 73  | Красная Звезда        | посёлок         | ↘1        | Егоровский сельсовет                                        |
| 74  | Красная Новь          | деревня         | ↘3        | Глуховский сельсовет                                        |
| 75  | Красное               | деревня         | ↘74       | Благовещенский сельсовет                                    |
| 76  | Краснояр              | деревня         | ↘32       | Староустинский сельсовет                                    |
| 77  | Красные Поляны        | деревня         | →0        | Глуховский сельсовет                                        |
| 78  | Красный Яр            | посёлок         | ↘633      | Глуховский сельсовет                                        |
| 79  | Кузнец                | деревня         | ↘78       | Воздвиженский сельсовет                                     |
| 80  | Кузнецово             | деревня         | ↗26       | Нахратовский сельсовет                                      |
| 81  | Курдома               | деревня         | ↘109      | Богородский сельсовет                                       |
| 82  | Кучиново              | деревня         | ↘75       | Нахратовский сельсовет                                      |
| 83  | Ладыгино              | деревня         | ↘8        | Богородский сельсовет                                       |
| 84  | Лалакино              | деревня         | ↘7        | Богородский сельсовет                                       |
| 85  | Левиха                | деревня         | ↗42       | Благовещенский сельсовет                                    |
| 86  | Липовка               | деревня         | ↗147      | Глуховский сельсовет                                        |
| 87  | Лобачи                | деревня         | ↘105      | Владимирский сельсовет                                      |
| 88  | Лучиновка             | деревня         | ↘28       | Капустихинский сельсовет                                    |
| 89  | Люнда                 | деревня         | ↘87       | Егоровский сельсовет                                        |
| 90  | Малая Юронга          | деревня         | ↘8        | Воздвиженский сельсовет                                     |
| 91  | Малое Иевлево         | деревня         | ↘48       | Воздвиженский сельсовет                                     |
| 92  | Малое Содомово        | деревня         | ↘66       | Воздвиженский сельсовет                                     |
| 93  | Малые Отары           | деревня         | ↘27       | Воздвиженский сельсовет                                     |
| 94  | Марково               | деревня         | ↘55       | Нестиарский сельсовет                                       |
| 95  | Мартьяново            | деревня         | ↘10       | Владимирский сельсовет                                      |
| 96  | Марфино               | деревня         | ↘267      | Нахратовский сельсовет                                      |
| 97  | Марьино               | деревня         | ↘33       | Нахратовский сельсовет                                      |
| 98  | Мирный                | посёлок         | ↘7        | Глуховский сельсовет                                        |
| 99  | Нагорное              | деревня         | ↘20       | Богородский сельсовет                                       |
| 100 | Нахратово             | деревня         | ↘20       | Нахратовский сельсовет                                      |
| 101 | Нестерино             | деревня         | ↘0        | Воздвиженский сельсовет                                     |
| 102 | Нестиары              | село            | ↘294      | Нестиарский сельсовет                                       |
| 103 | Никаново              | деревня         | ↘79       | Нестиарский сельсовет                                       |
| 104 | Озерское              | деревня         | ↘11       | Нахратовский сельсовет                                      |
| 105 | Орехи                 | деревня         | ↘60       | Нахратовский сельсовет                                      |
| 106 | Осиновка              | деревня         | ↘75       | Владимирский сельсовет                                      |
| 107 | Осиновка              | деревня         | ↘80       | Егоровский сельсовет                                        |
| 108 | Ошараш                | деревня         | ↘20       | Воздвиженский сельсовет                                     |
| 109 | Песочное              | деревня         | ↘94       | Староустинский сельсовет                                    |
| 110 | Петрово               | деревня         | ↘2        | Воздвиженский сельсовет                                     |
| 111 | Пигалёво              | деревня         | ↘61       | Владимирский сельсовет                                      |
| 112 | Пичужиха              | деревня         | ↘37       | Благовещенский сельсовет                                    |
| 113 | Площаниха             | деревня         | ↘69       | Капустихинский сельсовет                                    |
| 114 | Погатиха              | село            | ↘47       | Благовещенский сельсовет                                    |
| 115 | Подлесная             | деревня         | ↗34       | Нахратовский сельсовет                                      |
| 116 | Поломерское           | деревня         | ↘34       | Глуховский сельсовет                                        |
| 117 | Поляны                | посёлок         | ↘0        | Глуховский сельсовет                                        |
| 118 | Попиха                | деревня         | ↘46       | Благовещенский сельсовет                                    |
| 119 | Попово                | деревня         | ↘109      | Глуховский сельсовет                                        |
| 120 | Поползуха             | деревня         | ↗15       | Благовещенский сельсовет                                    |
| 121 | Посёлок имени Михеева | посёлок         | ↘151      | рабочий посёлок Воскресенское                               |
| 122 | Прудовка              | деревня         | ↘40       | Благовещенский сельсовет                                    |
| 123 | Прудовские            | деревня         | ↘3        | Воздвиженский сельсовет                                     |
| 124 | Пузеево               | деревня         | ↘6        | Благовещенский сельсовет                                    |
| 125 | Пузеево               | деревня         | ↘36       | Владимирский сельсовет                                      |
| 126 | Раскаты               | деревня         | ↘302      | Староустинский сельсовет                                    |
| 127 | Рассадино             | деревня         | ↘13       | Владимирский сельсовет                                      |
| 128 | Родионово             | деревня         | ↘45       | Глуховский сельсовет                                        |
| 129 | Русениха              | деревня         | ↘168      | Капустихинский сельсовет                                    |
| 130 | Руя                   | посёлок         | ↘71       | Воздвиженский сельсовет                                     |
| 131 | Северный              | посёлок         | ↘183      | Воздвиженский сельсовет                                     |
| 132 | Семеново              | деревня         | ↘20       | Благовещенский сельсовет                                    |
| 133 | Соловьиха             | деревня         | ↘28       | Благовещенский сельсовет                                    |
| 134 | Сосновка              | деревня         | ↘2        | Богородский сельсовет                                       |
| 135 | Староустье            | село            | ↘447      | Староустинский сельсовет                                    |
| 136 | Стрелиха              | деревня         | ↘31       | Благовещенский сельсовет                                    |
| 137 | Сухоборка             | деревня         | ↘103      | Богородский сельсовет                                       |
| 138 | Сухоречье             | деревня         | ↘27       | Воздвиженский сельсовет                                     |
| 139 | Сысуево               | деревня         | ↘95       | Богородский сельсовет                                       |
| 140 | Тиханки               | деревня         | ↘59       | Воздвиженский сельсовет                                     |
| 141 | Томилиха              | деревня         | ↘3        | Богородский сельсовет                                       |
| 142 | Топан                 | деревня         | ↘19       | Владимирский сельсовет                                      |
| 143 | Трифакино             | деревня         | ↘22       | Богородский сельсовет                                       |
| 144 | Троицкое              | село            | ↘45       | Староустинский сельсовет                                    |
| 145 | Урубково              | деревня         | ↘2        | Богородский сельсовет                                       |
| 146 | Усиха                 | деревня         | ↘17       | Капустихинский сельсовет                                    |
| 147 | Успенское             | село            | ↘5        | Богородский сельсовет                                       |
| 148 | Чанниково             | деревня         | ↘23       | Богородский сельсовет                                       |
| 149 | Черново               | деревня         | ↘120      | Глуховский сельсовет                                        |
| 150 | Чернышиха             | деревня         | ↘107      | Капустихинский сельсовет                                    |
| 151 | Чистое Болото         | деревня         | ↗80       | Воздвиженский сельсовет                                     |
| 152 | Чихтино               | деревня         | ↘69       | Нахратовский сельсовет                                      |
| 153 | Чухломка              | деревня         | ↗186      | Капустихинский сельсовет                                    |
| 154 | Шадрино               | деревня         | ↘251      | Владимирский сельсовет                                      |
| 155 | Шалово                | деревня         | ↘24       | Нахратовский сельсовет                                      |
| 156 | Шамино                | деревня         | ↘31       | Нахратовский сельсовет                                      |
| 157 | Шевелино              | деревня         | ↘8        | Богородский сельсовет                                       |
| 158 | Шишенино              | деревня         | ↘6        | Владимирский сельсовет                                      |
| 159 | Шишкино               | деревня         | ↘67       | Благовещенский сельсовет                                    |
| 160 | Шурговаш              | село            | ↘143      | Владимирский сельсовет                                      |
| 161 | Щербаково             | деревня         | ↘28       | Нахратовский сельсовет                                      |
| 162 | Щербачиха             | деревня         | ↘14       | Капустихинский сельсовет                                    |
| 163 | Якшиха                | деревня         | ↘35       | Нахратовский сельсовет                                      |

## Экономика района
Промышленность
Промышленность района представлена 10 основными предприятиями.
| № пп | Наименование предприятий                               | Номенклатура выпускаемой продукции                |
| 1    | ОАО «Воскресенский леспромхоз»                         | Заготовка, переработка и сбыт лесоматериалов      |
| 2    | ЗАО «Ветлуга-лес»                                      | Заготовка, переработка и сбыт лесоматериалов      |
| 3    | КФХ «Миронов»                                          | Заготовка, переработка и сбыт лесоматериалов      |
| 4    | ИП Смирнов                                             | Заготовка, переработка и сбыт лесоматериалов      |
| 5    | ИП Пожарнова                                           | Заготовка, переработка и сбыт лесоматериалов      |
| 6    | ИП Круглов                                             | Заготовка, переработка и сбыт лесоматериалов      |
| 7    | ООО «Стройсервис».                                     | Изготовление столярных изделий                    |
| 8    | Филиал Воскресенского райпо «Воскресенский хлебозавод» | Изготовление и реализация хлебобулочной продукции |
| 9    | ИП Родомысльский                                       | Изготовление и реализация хлебобулочной продукции |
| 10   | ОАО «Молоко»                                           | Молочная продукция                                |

В 2002 году промышленными предприятиями района было произведено продукции на сумму 66400000 рублей (2001 — 57000000) что составляет 116,5 %. Темп роста промышленного производства в сопоставимых ценах — 106 % в том числе:
- в лесной промышленности — 110 %
- в пищевой промышленности — 103 %

Доминирующее положение в промышленности в районе по-прежнему занимает лесная промышленность.
Сельское хозяйство
На 1 января 2003 года по данным районного комитета по земельным ресурсам в районе имеется 26 сельхозпредприятий — землепользователей. За ними закреплено 101951 гектар земельных угодий, из которых:
- пашня — 40424 гектар,
- сенокос — 2907 гектар,
- пастбища — 5974 гектар,
- прочие земли — 52647 гектар

В районе зарегистрировано 64 крестьянских (фермерских) хозяйств, за которыми закреплено 1541 гектар земельных угодий:
- пашня — 1371 гектар,
- сенокос — 66 гектар,
- пастбища — 92 гектар,
- прочие земли — 12 гектар.

Средний размер земельных угодий одного фермерского хозяйства составляет 24,1 гектар.
За 2002 год в хозяйствах района заготовлено:
| Корм                  | собрано, центнер     | процент к 2001 году |
| сено                  | 27941 (2001 — 90610) | 31 %                |
| сенаж                 | 18656 (2001 — 42824) | 44 %                |
| солома                | 10719 (2001 — 12110) | 89 %                |
| силос                 | 15800 (2001 — 61780) | 26 %                |
| зернофураж            | 12483 (2001 — 31882) | 39 %                |
| всего кормовых единиц | 23846 (2001 — 70931) | 34 %                |

Площадь уборки урожая в 2002 году:
| сельскохозяйственная культура | засеянные площади, гектар | процент к 2001 году |
| рожь озимая                   | 1140 (2001—1408)          | 81 %                |
| пшеница озимая                | 67 (2001 — 97)            | 69 %                |
| пшеница яровая                | 228 (2001—181)            | 126 %               |
| овес                          | 2599 (2001 — 4663)        | 56 %                |
| горох                         | 30 (2001 — 17)            | 176 %               |
| все зерновые и зернобобовые   | 3994 (2001 — 6334)        | 63 %                |
| картофель                     | 34 (2001 — 89)            | 38 %                |

Средняя урожайность зерновых культур с 1 га по району составила:
| сельскохозяйственная культура | урожайность центнер/гектар | процент к 2001 году |
| Рожь озимая                   | 6,4 (2001 — 7,6)           | 84 %                |
| пшеница озимая                | 1,6 (2001 г — 7,5)         | 21 %                |
| пшеница яровая                | 6,8 (2001 — 10,8)          | 63 %                |
| овес                          | 7,3 (2001 — 10,3)          | 71 %                |
| горох                         | 3,1 (2001 г — 7,1)         | 44 %                |
| все зерновые и зернобобовые   | 6,9 (2001 г — 9,6)         | 72 %                |
| картофель                     | 107 (2001 — 35)            | в 3 раза            |

Ресурсы
В Воскресенском районе главенствующее место занимает лесная промышленность. Лесистость района (отношение площади лесных земель к площади территории района) равна 73,8 % при среднеобластном показателе 49 %. Почвы в районе подзолистые и дерново-подзолистые, по механическому составу — супесчаные и песчаные. Значительная часть сельскохозяйственных земель — это земли на месте бывших сосновых лесов. Большая часть их характеризуется относительно низкой урожайностью, зарастает кустарником, избыточно увлажнена. Сенокосы требуют значительного ухода, а пастбища допускают лишь умеренный выпас. Район богат водными ресурсами — озёрами, реками и болотами. Основной рекой является река Ветлуга.
Транспорт
ОАО «Воскресенское АТП» занимается перевозками грузов и пассажиров. Предприятие располагает на 1 января 2003 8 грузовыми автомашинами и 35 пассажирскими автобусами. Автотранспортное предприятие обслуживает 23 автобусных маршрута, в том числе междугородный (Воскресенское — Нижний Новгород), 1 городской и 21 пригородный. Общая протяжённость всех маршрутов составляет 636 километров.

## Образование, культура, спорт
Образование
На начало года[какого?] в районе имеется 54 образовательных учреждения:
- школ — 34 с числом учащихся 3170 человек;
- ДОУ — 16 с числом детей 608 человек;
- Детский дом с числом детей 23 человека.

В системе образования района работают:
- 392 педагога в школах района;
- 83 педагога в ДОУ;
- 16 педагогов в детском доме;
- 21 педагог в учреждениях дополнительного образования.

Культура и спорт
В районе развиваются хоккей, баскетбол, флорбол, футбол, лыжи, лёгкая атлетика и другие виды спорта.
В районе работают 37 клубных учреждений, в том числе 36 — в сельской местности, 27 библиотек, из них 25 — в сельской местности с книжным фондом 333100 экземпляров, 3 музея, в том числе 2 краеведческих и историко-художественный музей «Китеж». Население в посёлке Воскресенском обслуживают 2 центральные библиотеки (взрослая и детская) с книжным фондом 97300 экземпляров, краеведческий музей. В районе расположено культовое место охотников и рыболовов — деревня Трифакино.

## Достопримечательности
В 2007 году администрация Воскресенского района первыми в России внедрила систему экологического менеджмента в соответствии с требованиями национального и международного стандартов ГОСТ Р ИСО 14001-98 и МС ISO 14001:2004. На территории района находится зона сотрудничества биосферного резервата «Нижегородское Заволжье», имеющего международный сертификат ЮНЕСКО.
В 2008 году в Воскресенском районе был образован, а в 2009 году начал работать природный парк «Воскресенское Поветлужье» — единственный природный парк в Нижегородской области. Площадь парка составляет 34983,02 га и состоит из двух кластеров. Первая часть располагается вдоль реки Ветлуги на всей территории района, а вторая включает территорию вдоль реки Люнды и памятник природы Озеро Светлояр.
Воскресенский район располагает и многочисленными историческими, культурными и архитектурными памятниками. Один из памятников археологии, относящийся к периоду раннего железного века (VII—V вв. до нашей эры), — Русенихинское городище. Расположенный вдоль правого берега реки Ветлуги, он является одним из немногих объектов археологического характера севера Нижегородской области.
В деревне Галибиха на самом берегу Ветлуги расположена усадьба помещиков Левашовых. Это комплекс построек и лесных насаждений второй половины XIX века. История этой фамилии тесным образом переплетена с историей Макарьевского земства и развитием образования и культуры этих земель как XIX, так и начала XX веков.
Церкви
К памятникам истории и архитектуры относится деревянная зимняя церковь в селе Троицком. Её строительство было завершено в 1712 году. Это самая древняя постройка из всех культовых зданий района.
Имеются ещё четыре церкви, являющиеся историческими достопримечательностями района: Богородская, Шурговашская, Нестиарская и церковь в деревне Будилихе — единственный старообрядческий храм.
В селе Владимирском находится деревянная церковь постройки 1766 года, освящена в честь иконы Владимирской Божией Матери. Является памятником архитектуры областного значения.

## Известные уроженцы
- Большаков, Михаил Васильевич (1903—1991) — разведчик. Родился в деревне Белоусово.
- Буханов, Алексей Дмитриевич (1923—1995) — Герой Советского Союза. Родился в деревне Асташиха.
- Жилкин, Дмитрий Васильевич (1907—1966) — Герой Советского Союза. Родился в деревне Юрково.
- Зеленов, Виктор Матвеевич (1937—1996) — дипломат. Родился в селе Нестиары.
- Марунов, Анатолий Павлович (1923—1993) — Герой Советского Союза. Родился в деревне Владимировка.
- Пайков, Александр Николаевич (1924—1995) — Герой Советского Союза. Родился в селе Глухове.
- Пайщиков, Вячеслав Васильевич (1934—2008) — Герой Социалистического Труда. Родился в деревне Пустынь.
- Парфёнова, Людмила Фёдоровна (1930—2006) — народный учитель СССР. Родилась в деревне Звягино.
- Ручин, Александр Степанович (1917—1979) — Герой Советского Союза. Родился в деревне Пузеево.
- Синявин, Фёдор Фёдорович (1907—1942) — Герой Советского Союза. Родился в деревне Асташиха.